# مایکل بیزلی
مایکل بیزلی (انگلیسی: Michael Beasley؛ زادهٔ ۹ ژانویهٔ ۱۹۸۹) بازیکن بسکتبال اهل ایالات متحده آمریکا است.
از فیلم‌ها یا برنامه‌های تلویزیونی که وی در آن نقش داشته‌است می‌توان به تجدید دیدار آمریکایی، آرتور نیومن اشاره کرد.
وی همچنین برندهٔ جوایزی همچون جایزه سال بهترین تازه‌کار ان‌بی‌ای شده‌است.
از باشگاه‌هایی که در آن بازی کرده‌است می‌توان به ممفیس گریزلیز، مینه‌سوتا تیمبرولوز، میامی هیت، هیوستون راکتس، فینیکس سانز، و لس آنجلس لیکرز اشاره کرد.
وی در مسابقات کشوری و بین‌المللی در مجموع برندهٔ ۱ مدال طلا، ۱ مدال نقره شده‌است.